# Парламентські вибори у Словаччині 2016
Парламентські вибори пройшли у Словаччині 5 березня 2016 року. Громадяни обирали 150 депутатів Національної ради Словаччини. У виборах брали участь 23 партії.

## Результати
| Партії та блоки | Партії та блоки                          | Голоса    | %     | Місця | +/– |
| --------------- | ---------------------------------------- | --------- | ----- | ----- | --- |
|                 | Курс — соціальна демократія              | 737,481   | 28.28 | 49    | –34 |
|                 | Свобода і солідарність                   | 315,558   | 12.10 | 21    | +10 |
|                 | Звичайні люди та незалежні особистості   | 287,611   | 11.03 | 19    | +3  |
|                 | Словацька національна партія             | 225,386   | 8.64  | 15    | +15 |
|                 | Котлеба — Народна партія Наша Словаччина | 209,779   | 8.04  | 14    | +14 |
|                 | Ми — родина                              | 172,860   | 6.63  | 11    | -   |
|                 | Міст-Гід                                 | 169,593   | 6.50  | 11    | –2  |
|                 | #МЕРЕЖА                                  | 146,205   | 5.61  | 10    | -   |
|                 | Християнсько-демократичний рух           | 128,908   | 4.94  | 0     | –16 |
|                 | Партія угорської спільноти               | 105,495   | 4.05  | 0     | 0   |
| Усього          | Усього                                   | 2,648,184 | 100   | 150   | 0   |
| Виборців/явка%  | Виборців/явка%                           | 4,426,760 | 59.82 | –     | –   |
| Джерело: Volby  |                                          |           |       |       |     |